# Список парков Ашхабада

Мир туркменских сказок — парк с аттракционами

## Парки
- Мир туркменских сказок
- Парк «Гунеш»
- Парк «Независимости»
- Парк «Туркмено-турецкой дружбы»
- Парк «Ашхабад» (известный как Первый парк)

## Скверы
- Сквер «Вдохновение»
- Сквер им. Махтумкули
- Сквер «10 лет независимости Туркменистана»
- Сквер «Вечный огонь»
- Сквер «Зелили»
- Сквер «Чырчык»
- Сквер «Профсоюз»
- Сквер «Клятва»
- Сквер «Восточный бульвар»
- Сквер «ВДНХ»
- Сквер «8 марта»
- Сквер «Шаёлы»
- Сквер «Гёроглы»
- Сквер «Дельфин»
- Сквер «15 лет независимости»
- Сквер «Рухыет»

## Ботанические и тематические сады и парки
- Ашхабадский ботанический сад